# Гран-при Эмилии-Романьи
Гран-при Эмилии-Романьи (англ. Emilia Romagna Grand Prix, итал. Gran Premio dell'Emilia Romagna) — один из этапов чемпионата мира по автогонкам в классе «Формула-1» впервые вошёл в календарь чемпионата мира в 2020 году. Дебютный Гран-при под этим названием прошёл на автодроме имени Энцо и Дино Феррари в Имоле в 2020 году.

## Победители Гран-при Эмилии-Романьи
| Сезон | Пилот                              | Конструктор                        | Отчёт |
| ----- | ---------------------------------- | ---------------------------------- | ----- |
| 2020  | Льюис Хэмилтон                     | Mercedes                           | Отчёт |
| 2021  | Макс Ферстаппен                    | Red Bull-Honda                     | Отчёт |
| 2022  | Макс Ферстаппен                    | Red Bull                           | Отчёт |
| 2023  | Отменён из-за наводнений в регионе | Отменён из-за наводнений в регионе | Отчёт |
| 2024  | Макс Ферстаппен                    | Red Bull-Honda RBPT                | Отчёт |
| 2025  | Макс Ферстаппен                    | Red Bull-Honda RBPT                | Отчёт |